# Bagan
Bagan (ros. Баган) – wieś (sieło) w Rosji, w obwodzie nowosybirskim, ośrodek administracyjny rejonu bagańskiego. W 2010 liczyła 5510 mieszkańców.